# Dongguan (köpinghuvudort i Kina, Zhejiang Sheng, lat 30,01, long 120,81)
Dongguan är en köpinghuvudort i Kina. Den ligger i provinsen Zhejiang, i den östra delen av landet, omkring 68 kilometer sydost om provinshuvudstaden Hangzhou. Antalet invånare är 39 659. Befolkningen består av 20 044 kvinnor och 19 615 män. Barn under 15 år utgör 12,0 %, vuxna 15-64 år 76 %, och äldre över 65 år 11,0 %.
Runt Dongguan är det tätbefolkat, med 790 invånare per kvadratkilometer. Närmaste större samhälle är Shangyu, 5,5 km öster om Dongguan. Trakten runt Dongguan består till största delen av jordbruksmark.
Genomsnittlig årsnederbörd är 2 022 millimeter. Den regnigaste månaden är juni, med i genomsnitt 356 mm nederbörd, och den torraste är januari, med 72 mm nederbörd.